# Les Corvées-les-Yys
Les Corvées-les-Yys – miejscowość i gmina we Francji, w Regionie Centralnym, w departamencie Eure-et-Loir.
Według danych na rok 1990 gminę zamieszkiwało 195 osób, a gęstość zaludnienia wynosiła 14 osób/km² (wśród 1842 gmin Regionu Centralnego Les Corvées-les-Yys plasuje się na 944. miejscu pod względem liczby ludności, natomiast pod względem powierzchni na miejscu 939.).